# Othon de Hesse-Cassel (1937-1998)
Ne doit pas être confondu avec Othon de Hesse-Cassel.
 (novembre 2020).
Othon de Hesse-Cassel (en allemand : Otto von Hessen et en italien : Ottone d'Assia), prince de Hesse, est né le 3 juin 1937 à Rome, en Italie, et mort le 3 janvier 1998 à Hanovre, en Allemagne. Membre de la maison de Hesse, c'est un historien et un archéologue germano-italien, spécialiste du Moyen Âge.

## Famille
Othon de Hesse appartient à la première branche de la maison de Hesse, elle-même issue de la branche aînée de la maison de Brabant. Il est le troisième du landgrave Philippe de Hesse-Cassel (1896-1980) et de son épouse la princesse Mafalda de Savoie (1902-1944).
Par son père, il est le petit-fils du landgrave Frédéric-Charles de Hesse-Cassel (1868-1940), éphémère roi de Finlande sous le nom de Charles Ier en 1918, et de son épouse la princesse Marguerite de Prusse (1872-1954) tandis que, par sa mère, il descend du roi Victor-Emmanuel III d'Italie (1869-1947) et de son épouse la princesse Hélène de Monténégro (1873-1952).
Othon a donc la particularité généalogique de descendre à la fois du roi Nicolas Ier de Monténégro (1841-1921), surnommé le « beau-père de l'Europe », et de Victoria du Royaume-Uni (1819-1901), connue comme la « grand-mère de l'Europe ».

## Biographie
Disciple de Joachim Werner (en), avec lequel il étudie à Munich, le prince Othon de Hesse enseigne à l'Université de Pise à partir de 1973, avant de devenir professeur d'archéologie médiévale à l'Université de Venise entre 1986 et 1997. 
Spécialistes des Lombards d'Italie du nord et du centre, Othon de Hesse est considéré, avec Riccardo Francovich et Gabriella Maetzke, comme l'un des fondateurs de l'archéologie médiévale en tant que discipline indépendante dans le cursus universitaire italien.
Décédé en 1998, Othon de Hesse est enterré dans la crypte des Hesse-Cassel, à Kronberg im Taunus.

## Publications
- Die Funde der Reihengräberzeit aus dem Landkreis Traunstein, 1964 ;
- Die langobardenzeitlichen Grabfunde aus Fiesole bei Florenz, 1966 ;
- Die langobardische Keramik aus Italien, 1968 ;
- I ritrovamenti barbarici. Nelle collezioni civiche veronesi del Museo di Castelvecchio, 1968 ;
- Contributo alla archeologia longobarda in Toscana, 1971 ;
- Il materiale altomedievale nelle Collezioni Stibbert di Firenze, 1983.